# Rangabradya indica
Rangabradya indica is een eenoogkreeftjessoort uit de familie van de Ectinosomatidae. De wetenschappelijke naam van de soort is voor het eerst geldig gepubliceerd in 2001 door Karanovic & Pesce.